# 77560 Furusato
77560 Furusato è un asteroide della fascia principale. Scoperto nel 2001, presenta un'orbita caratterizzata da un semiasse maggiore pari a 2,3356043 UA e da un'eccentricità di 0,1776971, inclinata di 3,18499° rispetto all'eclittica.